# 越南秋海棠
越南秋海棠（学名：Begonia bonii）是秋海棠科秋海棠属的植物。分布于越南以及中国大陆的云南等地，生长于海拔1,440米的地区，常生于石灰岩石山地或石壁上，目前尚未由人工引种栽培。